# Dancu
Dancu is een gemeente in de Moldavische bestuurlijke eenheid (unitate administrativ-teritorială) Hîncești. 
Dancu is een klein dorp met zo'n 1800 inwoners in 2011. Het ligt drie kilometer ten oosten van de grens met Roemenië. Er is elektriciteit, maar geen stromend water, gas of riolering. Ook zijn er geen verharde wegen. De meerderheid van de bevolking leeft onder de armoedegrens. 

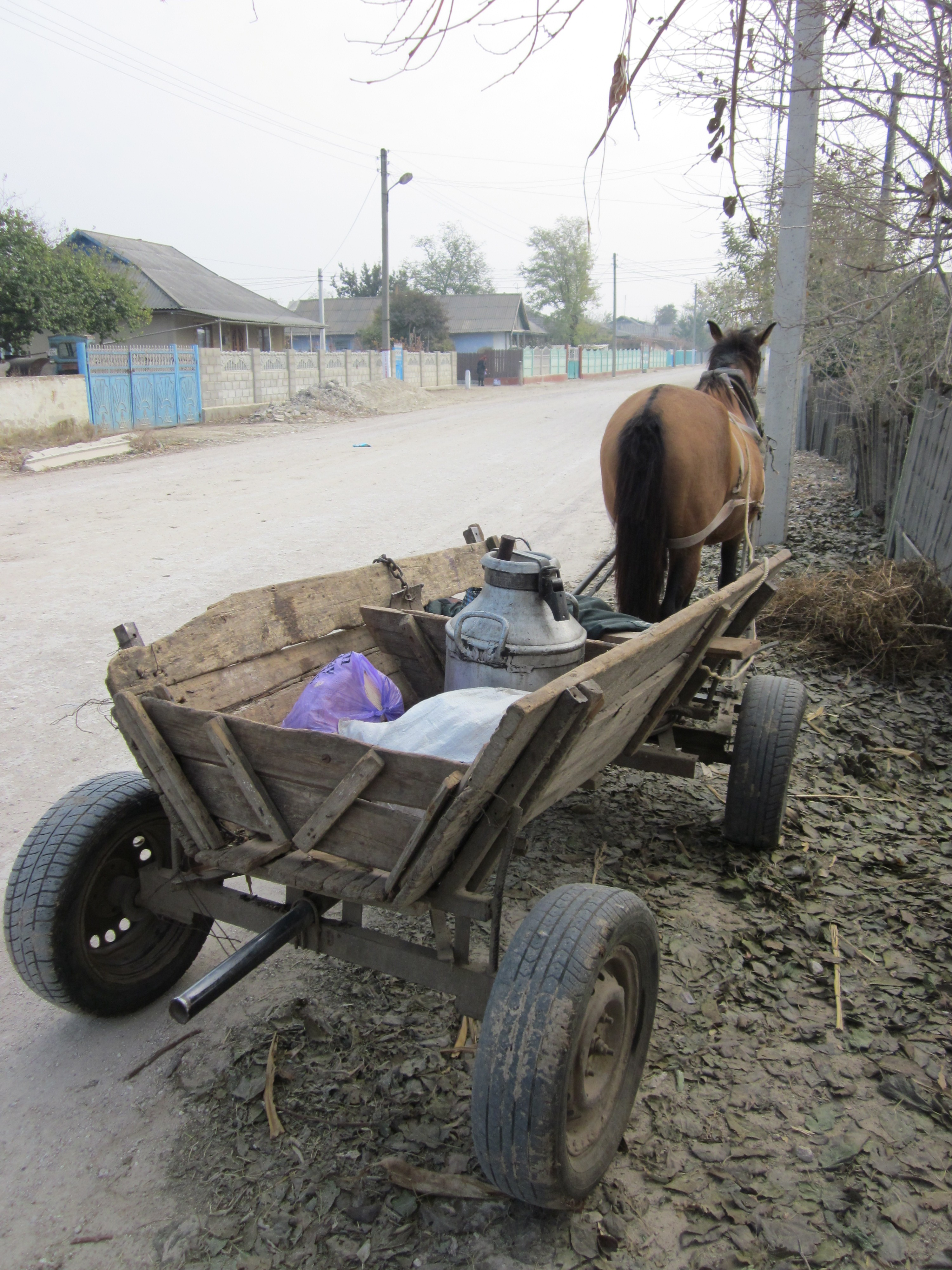
Paard en wagen in Dancu